# Saint-Nicolas-des-Bois (Manche)
Saint-Nicolas-des-Bois – miejscowość i gmina we Francji, w regionie Normandia, w departamencie Manche.
Według danych na rok 1990 gminę zamieszkiwało 119 osób, a gęstość zaludnienia wynosiła 33 osoby/km² (wśród 1815 gmin Dolnej Normandii Saint-Nicolas-des-Bois plasuje się na 767. miejscu pod względem liczby ludności, natomiast pod względem powierzchni na miejscu 1000.).